# 山漆茎
山漆茎（学名：Glochidion lutescens），为大戟科算盘子属下的一个种。其种加词“lutescens”意为“浅黄色的”。